# Bulwell
Bulwell est une ville située à peu près à 4,5 km au nord-ouest de Nottingham, à la limite nord de la ville.

## Personnalités
Stanley Middleton (1919-2009), romancier, lauréat du Prix Booker. 